# Stictocladius uniserialis
Stictocladius uniserialis är en tvåvingeart som beskrevs av Freeman 1961. Stictocladius uniserialis ingår i släktet Stictocladius och familjen fjädermyggor. Inga underarter finns listade i Catalogue of Life.